# Olga Belkina
Pour les articles homonymes, voir Belkina.
Olga Belkina (née le 23 août 1990 à Leningrad), est une athlète russe, spécialiste du sprint.

## Biographie
En 2012, Olga Belkina participe à la finale du 100 mètres lors des Championnats d'Europe à Helsinki. Alors qu'elle a battu son record personnel lors des séries en 11 s 26, elle termine la finale en 11 s 42, ne prenant que la 5e place.
Aux Jeux olympiques de Londres, elle est éliminée dès les séries sur le 100 mètres et le relais 4 × 100 mètres.

### Palmarès
| Date | Compétition           | Lieu     | Résultat | Épreuve   | Performance |
| ---- | --------------------- | -------- | -------- | --------- | ----------- |
| 2012 | Championnats d'Europe | Helsinki | 5e       | 100 m     | 11 s 42     |
| 2012 | Championnats d'Europe | Helsinki | 4e       | 4 × 100 m | 43 s 37     |
| 2013 | Championnats du monde | Moscou   | 5e       | 4 × 100 m | 42 s 93     |

### Records
| Épreuve    | Performance | Lieu        | Date           |
| ---------- | ----------- | ----------- | -------------- |
| 100 mètres | 11 s 26     | Helsinki    | 27 juin 2012   |
| 200 mètres | 22 s 73     | Tcheboksary | 6 juillet 2011 |

| Épreuve   | Performance | Lieu              | Date            |
| --------- | ----------- | ----------------- | --------------- |
| 60 mètres | 7 s 25      | Saint-Pétersbourg | 22 janvier 2012 |